# Gelanor
Genre
Gelanor est un genre d'araignées aranéomorphes de la famille des Mimetidae.

## Distribution
Les espèces de ce genre se rencontrent en Amérique du Sud et en Amérique centrale, sauf Gelanor muliebris du Pakistan à l'appartenance générique discutée.

## Liste des espèces
Selon World Spider Catalog (version 17.5, 20/12/2016) :
- Gelanor altithorax Keyserling, 1893
- Gelanor cachimbo Rodrigues, Buckup & Brescovit, 2016
- Gelanor consequus O. Pickard-Cambridge, 1902
- Gelanor fortuna Benavides & Hormiga, 2016
- Gelanor hoga Rodrigues, Buckup & Brescovit, 2016
- Gelanor innominatus Chamberlin, 1916
- Gelanor juruti Benavides & Hormiga, 2016
- Gelanor latus (Keyserling, 1881)
- Gelanor moyobamba Benavides & Hormiga, 2016
- Gelanor muliebris Dyal, 1935
- Gelanor siquirres Benavides & Hormiga, 2016
- Gelanor waorani Benavides & Hormiga, 2016
- Gelanor zonatus (C. L. Koch, 1845)

## Publication originale
- Thorell, 1869 : On european spiders. Part I. Review of the European genera of spiders, preceded by some observations on zoological nomenclature. Nova Acta Regiae Societatis Scientiarum Upsaliensis, sér. 3, vol. 7, p. 1-108 (texte intégral).